# Jardin d'Alexandre (Saint-Pétersbourg)
Le jardin d'Alexandre est un jardin public situé à Saint-Pétersbourg en Russie.